# Nowe Dębno

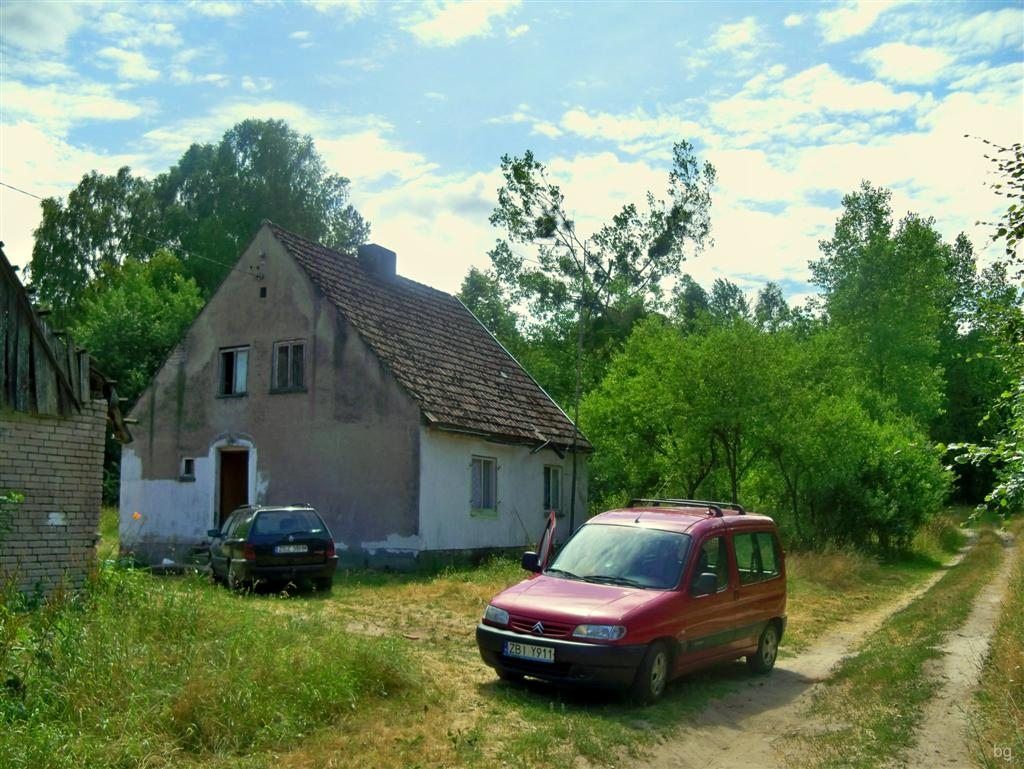
Nowe Dębno

Nowe Dębno (deutscher Name Neudamen) ist eine Ortschaft in der polnischen Woiwodschaft Westpommern und gehört zur Gemeinde Tychowo (Groß Tychow) im Kreis Białogard (Belgard).
Nowe Dębno liegt elf Kilometer südwestlich von Tychowo und ist über die Woiwodschaftsstraße Nr. 167 im Abzweig Stare Dębno (Damen) zu erreichen. Nächste Bahnstation ist Tychowo.
Neudamen war vor 1945 ein Gutsbezirk, der zur Gemeinde Damen (heute polnisch: Stare Dębno) gehörte. Es war in den Amtsbezirk Zadtkow (Sadkowo) und in den Standesamtsbezirk Muttrin (Motarzyn) im Landkreis Belgard (Persante) eingegliedert. Das zuständige Amtsgericht war in Bad Polzin (Połczyn-Zdrój), und der nächste Gendarmerieposten war in Damen. Die Rittergutsfamilie Nimmermann war letzte deutsche Eigentümerin von Neudamen.
Kirchlich war Neudamen bis 1945 in die Kirchengemeinde Damen (Stare Dębno) eingepfarrt. Sie war Tochtergemeinde im Kirchspiel Muttrin (Motarzyn), das zum Kirchenkreis Belgard (Białogard) der Kirchenprovinz Pommern der evangelischen Kirche der Altpreußischen Union gehörte. Das Kirchenpatronat hatte die Rittergutsfamilie Nimmermann inne. Letzter deutscher Geistlicher war Pfarrer Herbert Venske.
Heute gehört Nowe Dębno zur Gmina Tychowo (Groß Tychow) im Powiat Białogardzki. Zwischen 1975 und 1998 zur Woiwodschaft Koszalin gehörig, liegt es heute in der Woiwodschaft Westpommern. Kirchlich ist Nowe Dębno in die Parafia Koszalin (Köslin) in der Diözese Pommern-Großpolen der polnischen Evangelisch-Augsburgischen Kirche integriert.